# اچ‌ام‌اس زبرا (۱۸۶۰)
اچ‌ام‌اس زبرا (۱۸۶۰) (به انگلیسی: HMS Zebra (1860)) یک کشتی بود که طول آن ۱۸۵ فوت (۵۶ متر) بود. این کشتی در سال ۱۸۶۰ ساخته شد.